# Jesse Winchester
James Ridout Winchester, detto Jesse (Bossier City, 17 maggio 1944 – Charlottesville, 11 aprile 2014), è stato un cantautore e musicista statunitense.

## Biografia
Nato in Louisiana cresciuto a Memphis (Tennessee), negli anni '60 si è trasferito in Canada per evitare l'arruolamento che l'avrebbe portato a combattere la guerra del Vietnam. Ha lavorato durante i primi anni di carriera con Robbie Robertson della Band e nel 1970 ha pubblicato il suo primo omonimo album.
Nel 1973 è diventato cittadino canadese.
Soltanto nel 2002 è ritornato negli Stati Uniti e si è stabilizzato in Virginia.
Le sue canzoni sono state registrate da Elvis Costello, Joan Baez, Emmylou Harris e altri grandi artisti. Tra i suoi brani più famosi vi sono Yankee Lady (1970) e Say What (1981).
È morto nell'aprile 2014 all'età di 69 anni. Tre anni prima gli era stato diagnosticato un tumore all'esofago.

## Discografia
Album
- 1970 - Jesse Winchester (Ampex Records, A 10104)
- 1972 - Third Down, 110 to Go (Bearsville Records, BR 2102)
- 1974 - Learn to Love It (Bearsville Records, BR 6953)
- 1976 - Let the Rough Side Drag (Bearsville Records, BR 6964)
- 1977 - Nothing But a Breeze (Bearsville Records, BR 6968)
- 1977 - Live at the Bijou Cafe (Bearsville Records, PRO-A-693) Live, 2 LP
- 1978 - A Touch on the Rainy Side (Bearsville Records, BRK 6984)
- 1981 - Talk Memphis (Bearsville Records, BRK 6989)
- 1988 - Humor Me (Sugar Hill Records, SH-1023)
- 1989 - The Best of Jesse Winchester (Rhino Records, R1-70085) Raccolta
- 1999 - Anthology (Castle Records, ESM CD 690) Raccolta, 2 CD
- 1999 - Gentleman of Leisure (Sugar Hill Records, SHCD-1062)
- 2001 - Live from Mountain Stage (Blue Plate Music Records, BPM 406) Live
- 2004 - In Concert (Country Stars Records, CTS 55484)
- 2009 - Love Filling Station (Appleseed Recordings Records, APR CD 1116)
- 2014 - A Reasonable Amount of Trouble (Appleseed Recordings Records, APR CD 1139)